# Rodney Eastman
Rodney Eastman (* 20. července 1967, Montreal, Québec) je kanadský herec a hudebník hrající v losangeleské kapele King Straggler se svými hereckými kolegy Johnem Hawkesem a Brentem Gorem.

## Biografie
Nejznámějším filmem, ve kterém se objevil, byl horor Noční můra v Elm Street 3: Bojovníci ze sna uvedený v roce 1987. V něm si zahrál postavu Joeye Crusela. Následující rok si ji zopakoval v pokračování Noční můra v Elm Street 4: Vládce snu. Dále se herecky podílel na snímcích jako Deadly Weapon, Mobsters, Všichni moji muži, Knight to F4 či I Spit on Your Grave .
V pozici hosta se účastnil několika televizních seriálů včetně Highway to Heaven, Melrose Place, Kriminálky Las Vegas, Babylonu 5 (v roli Kirona Maraye v dílu The War Prayer, 1994) či v první sezóně Milénia. Postavu Leea Sekellinga so zahrál v Mentalistovi.

## Výběr filmografie
- I Spit on Your Grave (2010)
- Aljašský express (2002)
- Šílenec (2001)
- Všichni moji muži (1998)
- Mobsters (1991)
- Touched by an Angel, 1. díl: Cassie's Choice (1994)
- Noční můra v Elm Street 4: Vládce snu (1988)
- Noční můra v Elm Street 3: Bojovníci ze sna (1987)